# Бражник линейчатый
Бражник линейчатый (лат. Hyles lineata) — бабочка из семейства бражников (Sphingidae).

## Замечания по систематике
Ранее Hyles lineata (Fabricius, 1775) считался единым таксоном с евразийским Hyles livornica, который рассматривался его вариацией либо подвидом. Таким образом, последний вид под названием Hyles lineata приводился в старой литературе, посвящённой чешуекрылым Европы. Только в конце XX века было определено, что данные таксоны представляют собой два разных вида.
Морфологические различия между ними были хорошо описаны Eitschberger & Steiniger (1976). Различия в ареалах рассматриваются Haxaire (1993).

## Описание

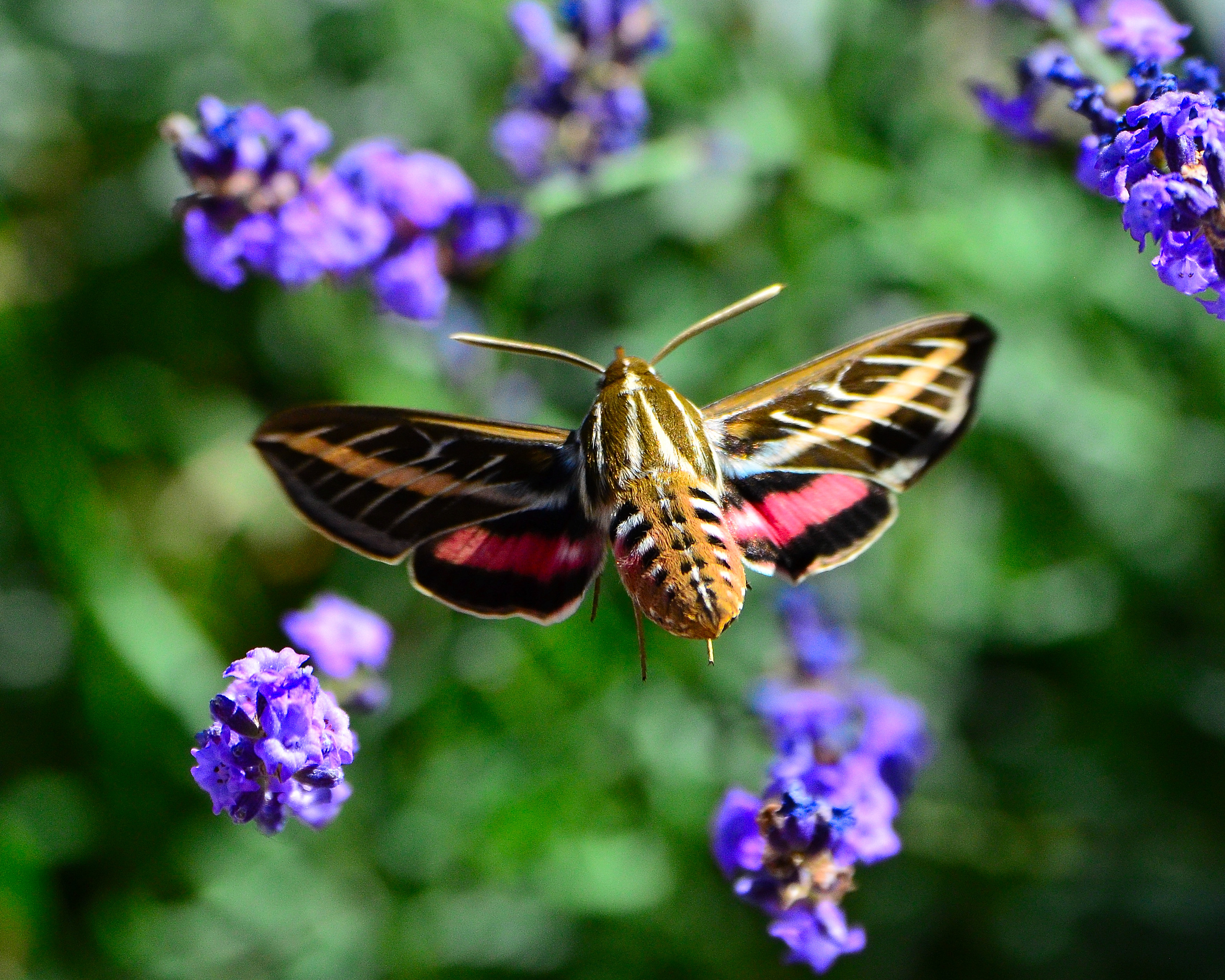
В полёте

Размах крыльев 60—85 мм. Передние крылья оливково-бурые или оливково-коричневые с белыми жилками и с белой полоской от вершины крыла к внутреннему краю крыла. Задние крылья розового цвета с черными передним и задним краями. На переднеспинке имеются 2 белые продольные полосы. На передней половине брюшка чередуются по 3 чёрные и белые поперечные полосы.

## Ареал
Hyles lineata является одним из самых распространённых видов бражников в Северной Америке и имеет очень широкий географический ареал. Он распространён на большей части Соединённых Штатов и также встречается в Центральной Америке, Мексике, в Южной Канаде.

## Биология

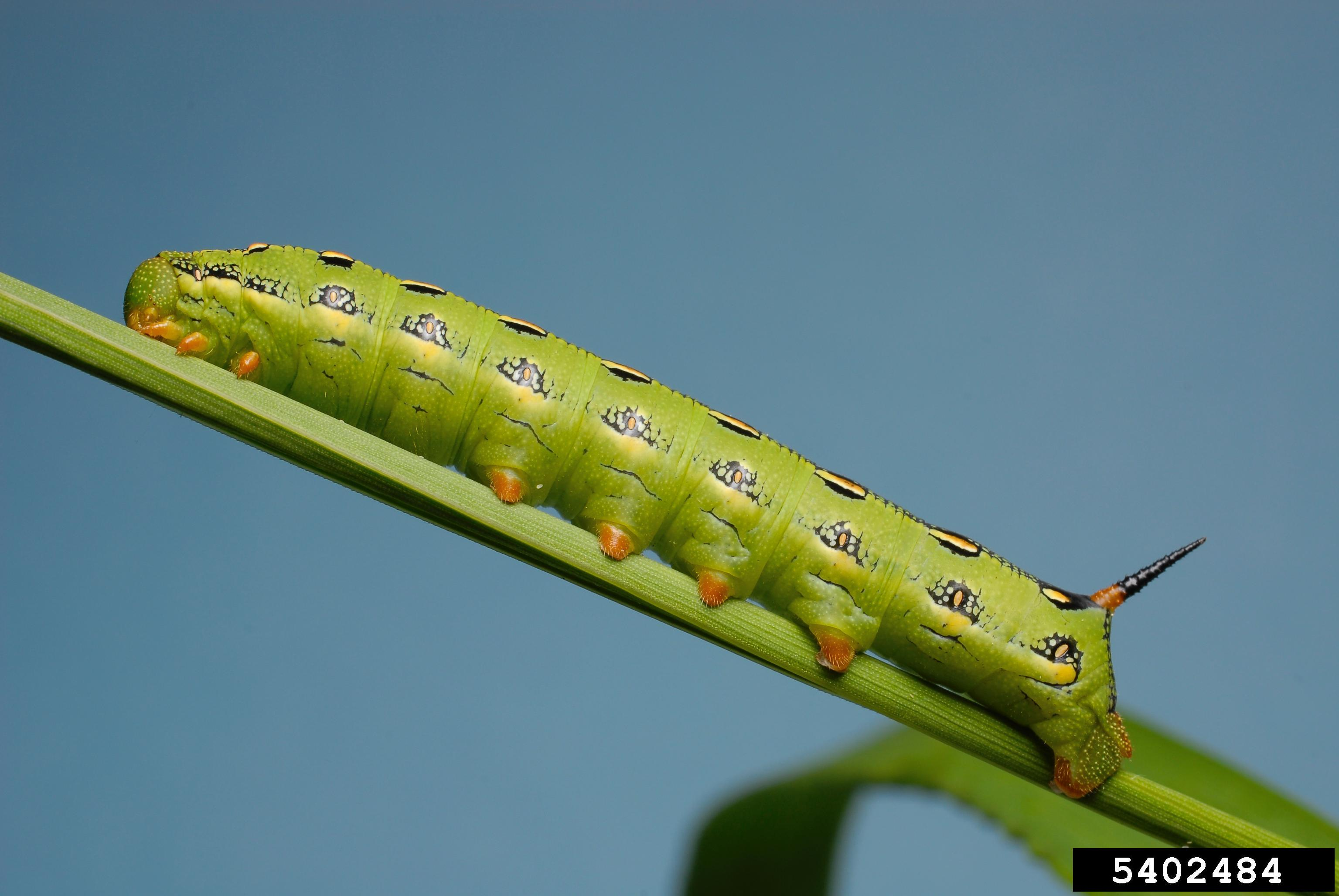
Гусеница

Кормовые растения гусениц: Epilobium, Mirabillis, Malus, Oenothera, Ulmus, Vitis, Lycopersicon, Porulaca, Fuschia.